# Aenictogiton attenuatus
Aenictogiton attenuatus är en myrart som beskrevs av Santschi 1919. Aenictogiton attenuatus ingår i släktet Aenictogiton och familjen myror. Inga underarter finns listade i Catalogue of Life.